# Saint-Germain-des-Fossés
Pour les articles homonymes, voir Saint-Germain.
Saint-Germain-des-Fossés est une commune française située dans le département de l'Allier, en région Auvergne-Rhône-Alpes.
Incluse dans l'aire d'attraction de Vichy et ville-centre de sa propre unité urbaine, la commune est peuplée de 3 600 habitants en 2022, appelés les Saint-Germanois et les Saint-Germanoises.

## Géographie

### Localisation
Saint-Germain-des-Fossés est située au sud-est du département de l'Allier, au nord de Vichy, à dix kilomètres au nord de Cusset et à dix-huit kilomètres au sud de Varennes-sur-Allier, dont elle appartenait au canton jusqu'en mars 2015.
À vol d'oiseau, la commune est à 8,6 km au nord du chef-lieu d'arrondissement Vichy, à 40,7 km au sud du chef-lieu du département Moulins et à 54,9 km au nord-nord-est de Clermont-Ferrand.
La commune a fait partie, de 2001 à 2016, de la communauté d'agglomération de Vichy Val d'Allier, où elle constitue l'un des deux pôles d'équilibre avec Saint-Yorre. Elle se compose notamment des lieux-dits de Bourzat, des Petits Guinards, du Prieuré, ou de Teinturière.

#### Communes limitrophes
Le territoire communal de est limitrophe de celui de cinq autres communes, toutes situées dans le département de l'Allier et dans le périmètre de la communauté d'agglomération, et réparties géographiquement de la manière suivante, en tenant compte notamment des limites administratives :
|                      | Billy                    |                  |
|                      | Saint-Germain-des-Fossés | Seuillet         |
| Saint-Rémy-en-Rollat | Creuzier-le-Vieux        | Creuzier-le-Neuf |

### Géologie et relief
La commune s'étend sur 830 hectares ; son altitude varie entre 239 et 365 mètres.
Une présentation géologique de la commune a été élaborée par le BRGM à la suite d'un déversement de fioul sur une voie de triage de la gare en février 2009.
Le sol de la commune est recouvert, à l'ouest de la voie ferrée, de formations alluviales comportant « des galets, graviers et sables », et à l'est, de formations sédimentaires datant de l'Oligocène moyen, « essentiellement constituées de sédiments lacustres et fluvio-lacustres ».

### Hydrographie
La commune est située sur la rive droite de la rivière Allier. Elle est également traversée par l'un de ses affluents, le Mourgon, long de 24,3 km, se jetant près de la frontière communale avec Marcenat, Billy et Saint-Rémy-en-Rollat.

### Climat
Pour des articles plus généraux, voir Climat d'Auvergne-Rhône-Alpes et Climat de l'Allier.
En 2010, le climat de la commune est de type climat océanique dégradé des plaines du Centre et du Nord, selon une étude du CNRS s'appuyant sur une série de données couvrant la période 1971-2000. En 2020, Météo-France publie une typologie des climats de la France métropolitaine dans laquelle la commune est dans une zone de transition entre le climat océanique altéré et le climat de montagne ou de marges de montagne et est dans la région climatique Centre et contreforts nord du Massif Central, caractérisée par un air sec en été et un bon ensoleillement.
Pour la période 1971-2000, la température annuelle moyenne est de 11,2 °C, avec une amplitude thermique annuelle de 16,6 °C. Le cumul annuel moyen de précipitations est de 783 mm, avec 10,3 jours de précipitations en janvier et 7,6 jours en juillet. Pour la période 1991-2020, la température moyenne annuelle observée sur la station météorologique de Météo-France la plus proche, « Vichy-Charmeil », sur la commune de Charmeil à 6 km à vol d'oiseau, est de 11,7 °C et le cumul annuel moyen de précipitations est de 769,1 mm,. Pour l'avenir, les paramètres climatiques de la commune estimés pour 2050 selon différents scénarios d'émission de gaz à effet de serre sont consultables sur un site dédié publié par Météo-France en novembre 2022.

## Urbanisme

### Typologie
Au 1er janvier 2024, Saint-Germain-des-Fossés est catégorisée bourg rural, selon la nouvelle grille communale de densité à 7 niveaux définie par l'Insee en 2022.
Elle appartient à l'unité urbaine de Saint-Germain-des-Fossés, une agglomération intra-départementale dont elle est ville-centre,. Par ailleurs la commune fait partie de l'aire d'attraction de Vichy, dont elle est une commune de la couronne,. Cette aire, qui regroupe 50 communes, est catégorisée dans les aires de 50 000 à moins de 200 000 habitants,.

### Occupation des sols

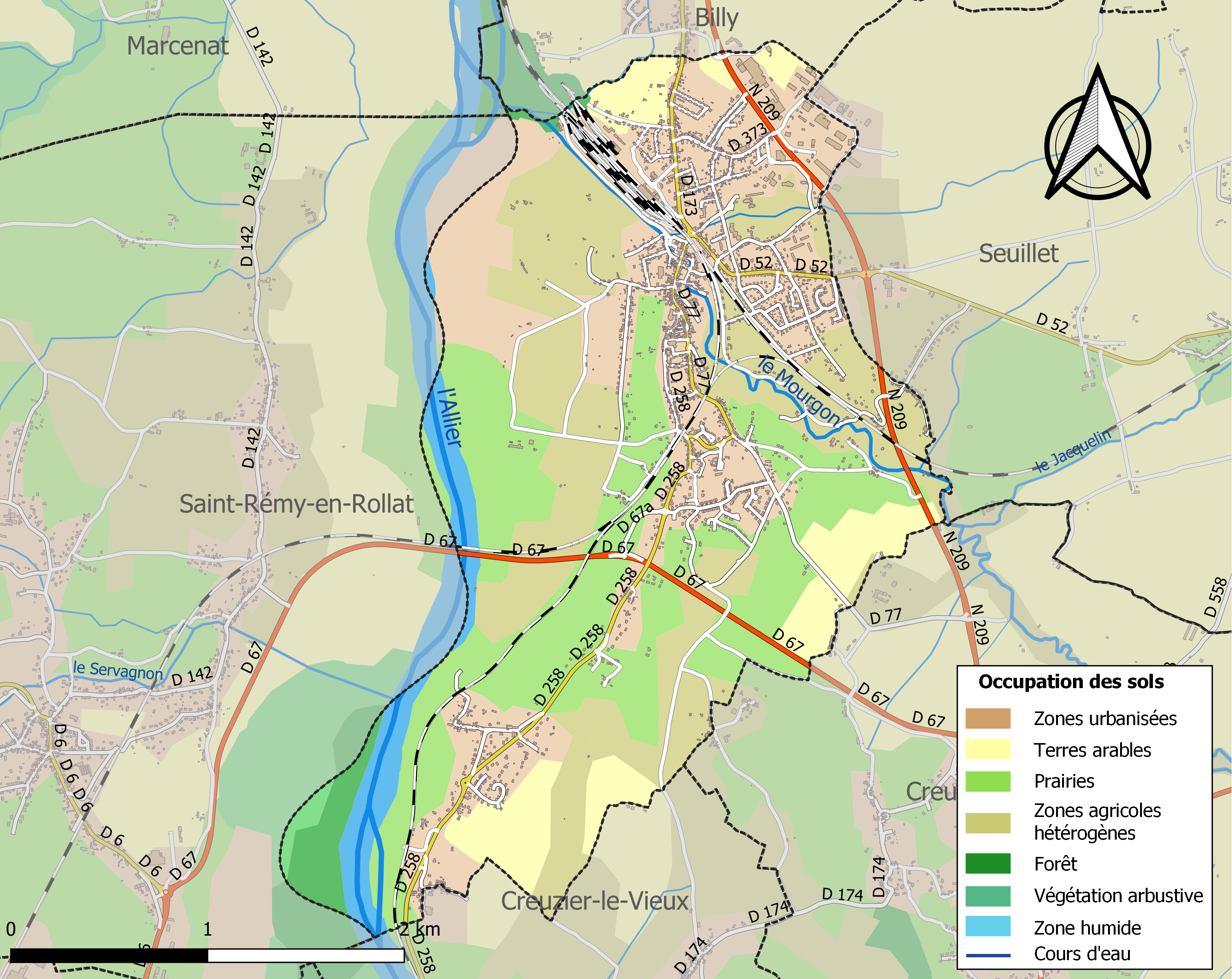
Carte des infrastructures et de l'occupation des sols de la commune en 2018 (CLC).

L'occupation des sols de la commune, telle qu'elle ressort de la base de données européenne d’occupation biophysique des sols Corine Land Cover (CLC), est marquée par l'importance des territoires agricoles (63,8 % en 2018), en diminution par rapport à 1990 (73,1 %). La répartition détaillée en 2018 est la suivante : zones agricoles hétérogènes (27,8 %), prairies (26,9 %), zones urbanisées (25,4 %), terres arables (9,1 %), mines, décharges et chantiers (4,3 %), eaux continentales (3,5 %), zones industrielles ou commerciales et réseaux de communication (2,7 %), forêts (0,3 %).
L'IGN met par ailleurs à disposition un outil en ligne permettant de comparer l’évolution dans le temps de l’occupation des sols de la commune (ou de territoires à des échelles différentes). Plusieurs époques sont accessibles sous forme de cartes ou photos aériennes : la carte de Cassini (XVIIIe siècle), la carte d'état-major (1820-1866) et la période actuelle (1950 à aujourd'hui).

### Morphologie urbaine
Sur les 830 hectares de superficie communale, 151,6 sont occupés par des espaces habités et 20,7 sont destinés aux espaces économiques.

### Logement
Depuis 1968, le nombre de logements augmente peu à peu ; la majorité de ces logements constituent des résidences principales. La ville a réalisé le lotissement des Moulières.
En 2013, la commune comptait 1 926 logements, contre 1 855 en 2008. Parmi ces logements, 86,3 % étaient des résidences principales, 2,8 % des résidences secondaires et 11 % des logements vacants. Ces logements étaient pour 75,1 % d'entre eux des maisons individuelles et pour 20,9 % des appartements.
La proportion des résidences principales, propriétés de leurs occupants était de 61,7 %, en hausse sensible par rapport à 2008 (61,2 %). La part de logements HLM loués vides était de 13,7 % (contre 15,2 %).

### Voies de communication et transports

#### Voies routières
La route nationale 209 contourne le bourg par l'est. Elle relie la préfecture Moulins (par la nationale 7), Varennes-sur-Allier et Billy au nord, et s'arrête au rond-point de Creuzier-le-Neuf. Elle continue sous le nom de route départementale 2209 en direction du sud, vers Cusset et Vichy.
La route départementale 77 traverse le centre-bourg, du pont-rail jusqu'à la route nationale, via la place de la Libération.
Du giratoire situé près du pont-rail, la RD 173 est dirigée vers Billy, sous le nom de rue de Moulins. Elle possède un embranchement, la rue de Teinturière, classée dans la voirie départementale (RD 373) jusqu'à la zone industrielle du Coquet.
La RD 258 dessert le quartier de Bourzat, avec un embranchement, la RD 258e. Celle-ci permet, au droit d'un carrefour giratoire, d'emprunter, via la RD 67a le premier contournement de l'agglomération de Vichy, la RD 67, en direction de Mâcon, Lapalisse, Charmeil et Saint-Rémy-en-Rollat.
Vers l'est, la RD 52 dessert les quartiers Est de la commune puis Seuillet et Magnet. Elle prend le nom de rue de Lapalisse.

Routes et rues desservant la ville
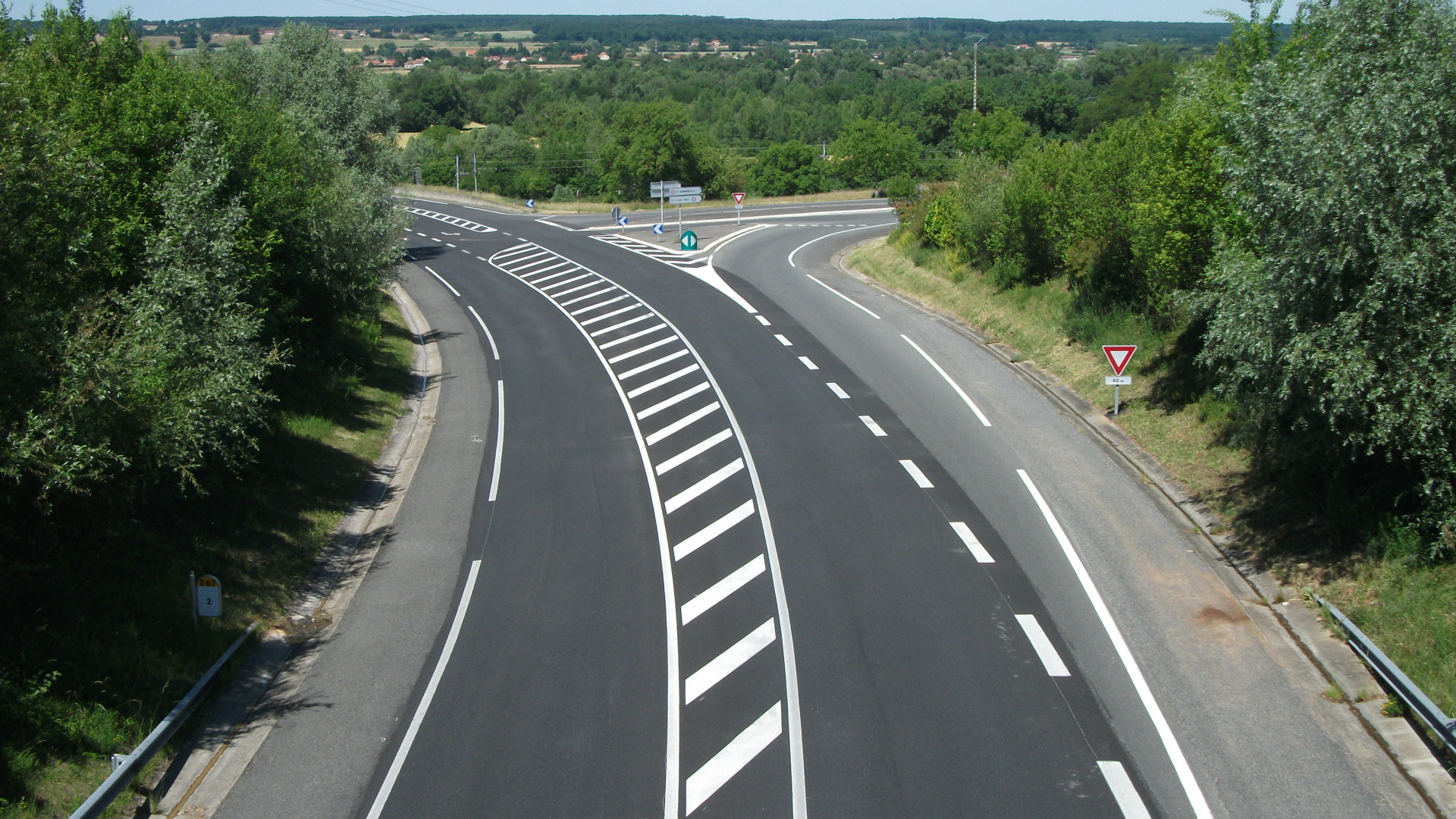
La départementale 67 en 2011.
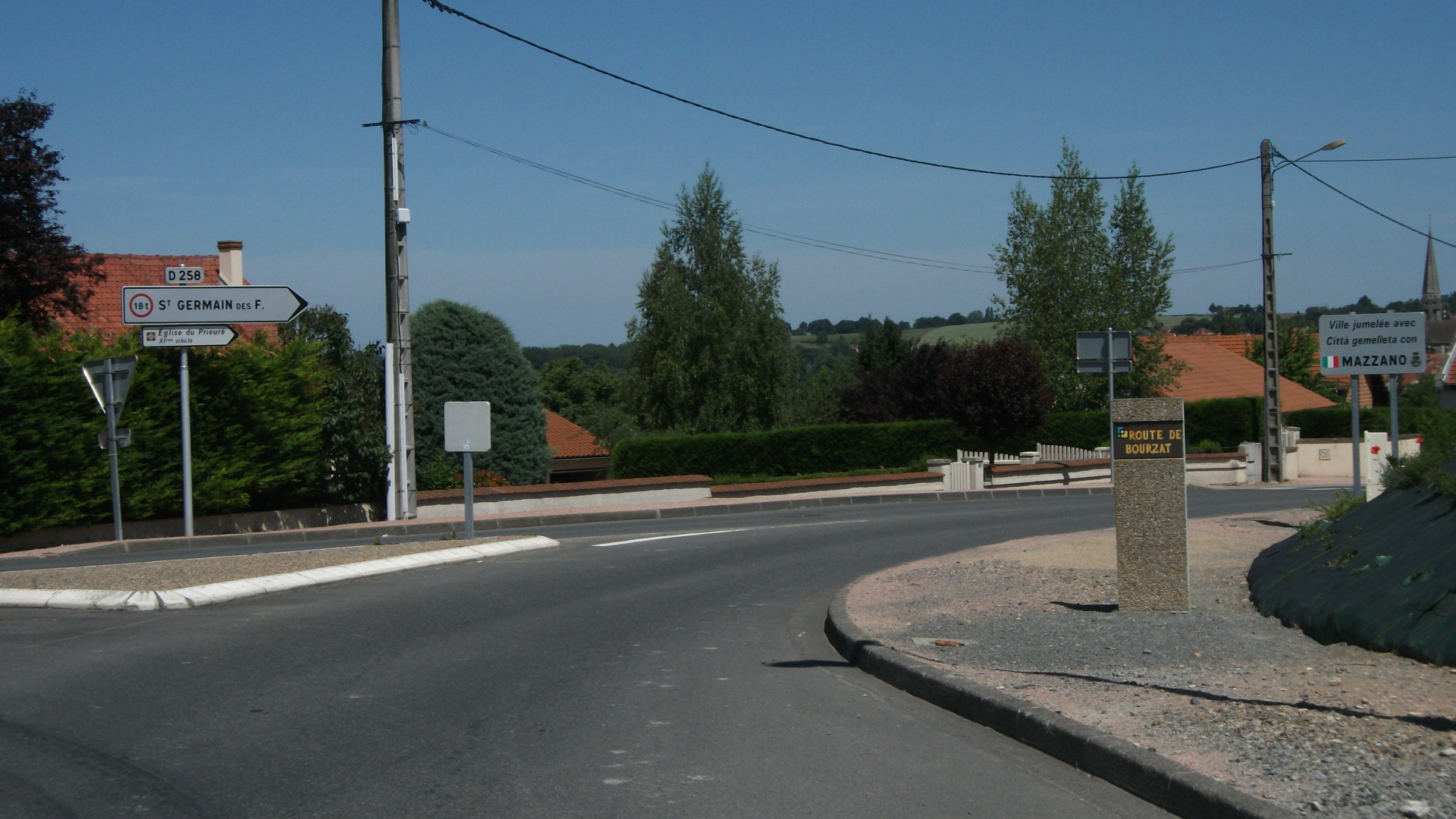
La route départementale 258 menant au centre-ville en 2011.
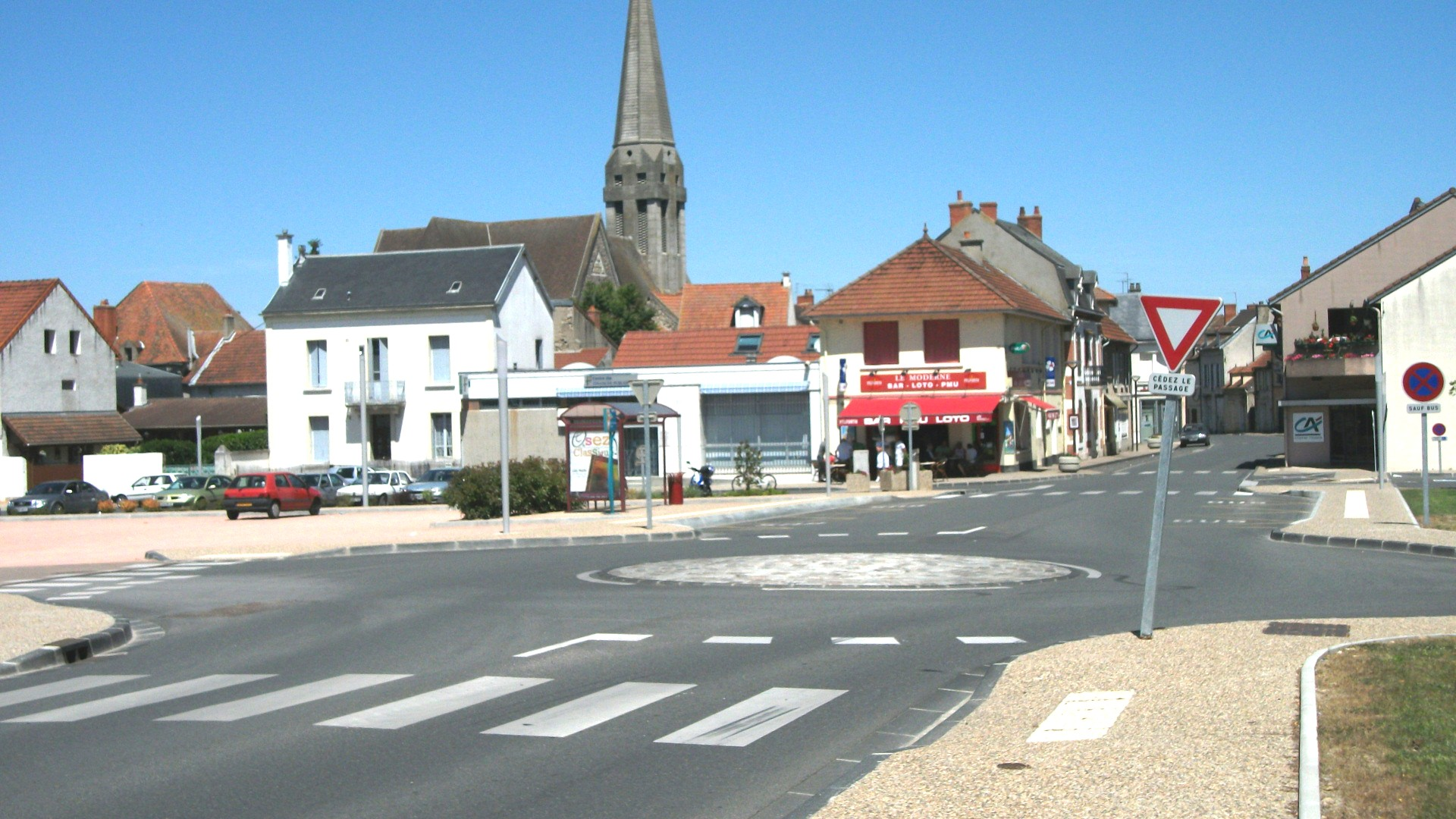
Place de la Libération en 2011.
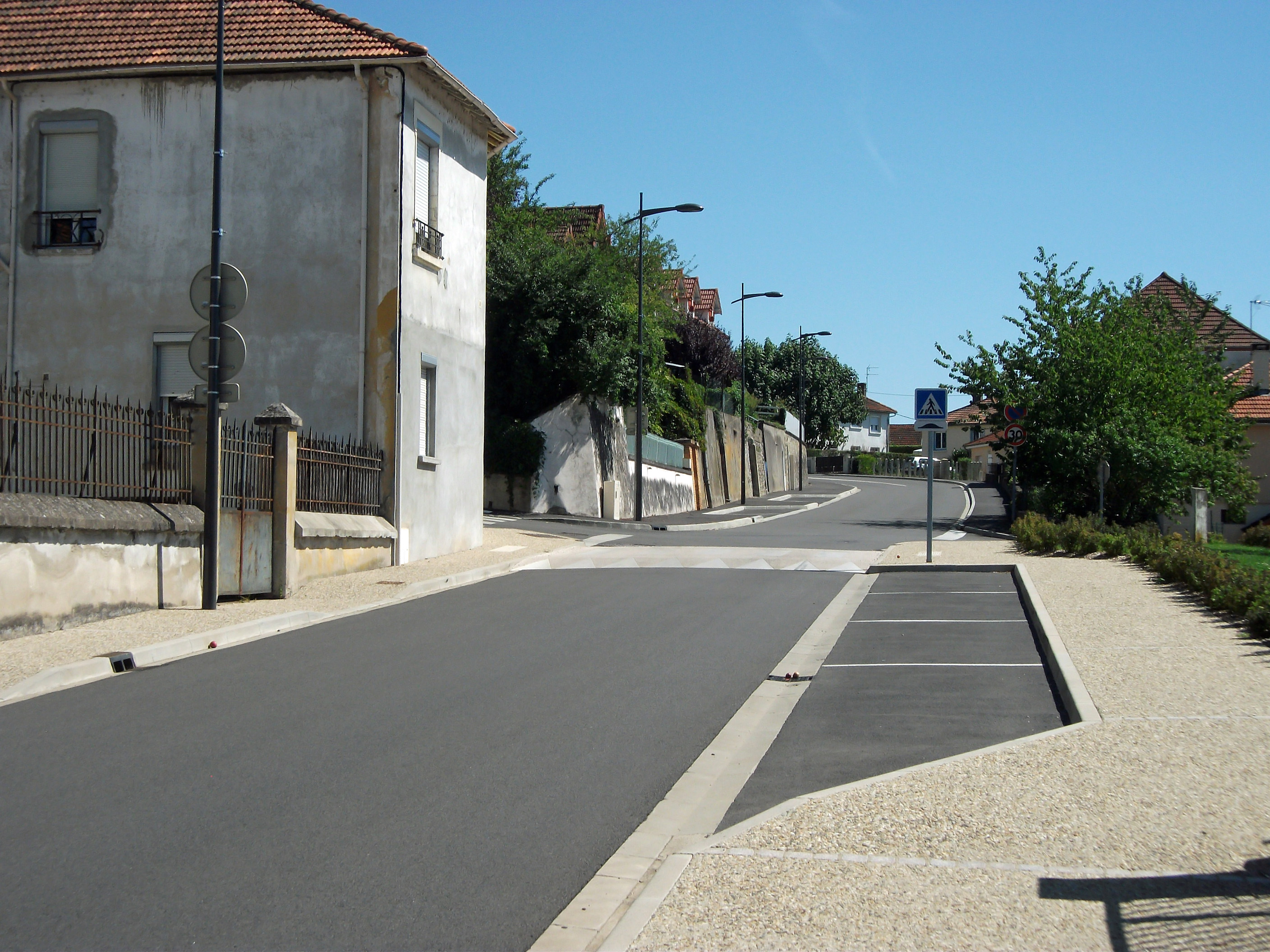
Route de Lapalisse en 2015.

Dans le cadre d'un contrat communal d'aménagement de bourg, la ville a pu réaliser la rénovation de la rue de Lapalisse en 2013, avec des aménagements de sécurité.

#### Transports en commun
Le réseau de bus MobiVie ne dessert pas la commune, à l'instar d'une des lignes du réseau de transport à la demande Mobival.

#### Transport ferroviaire

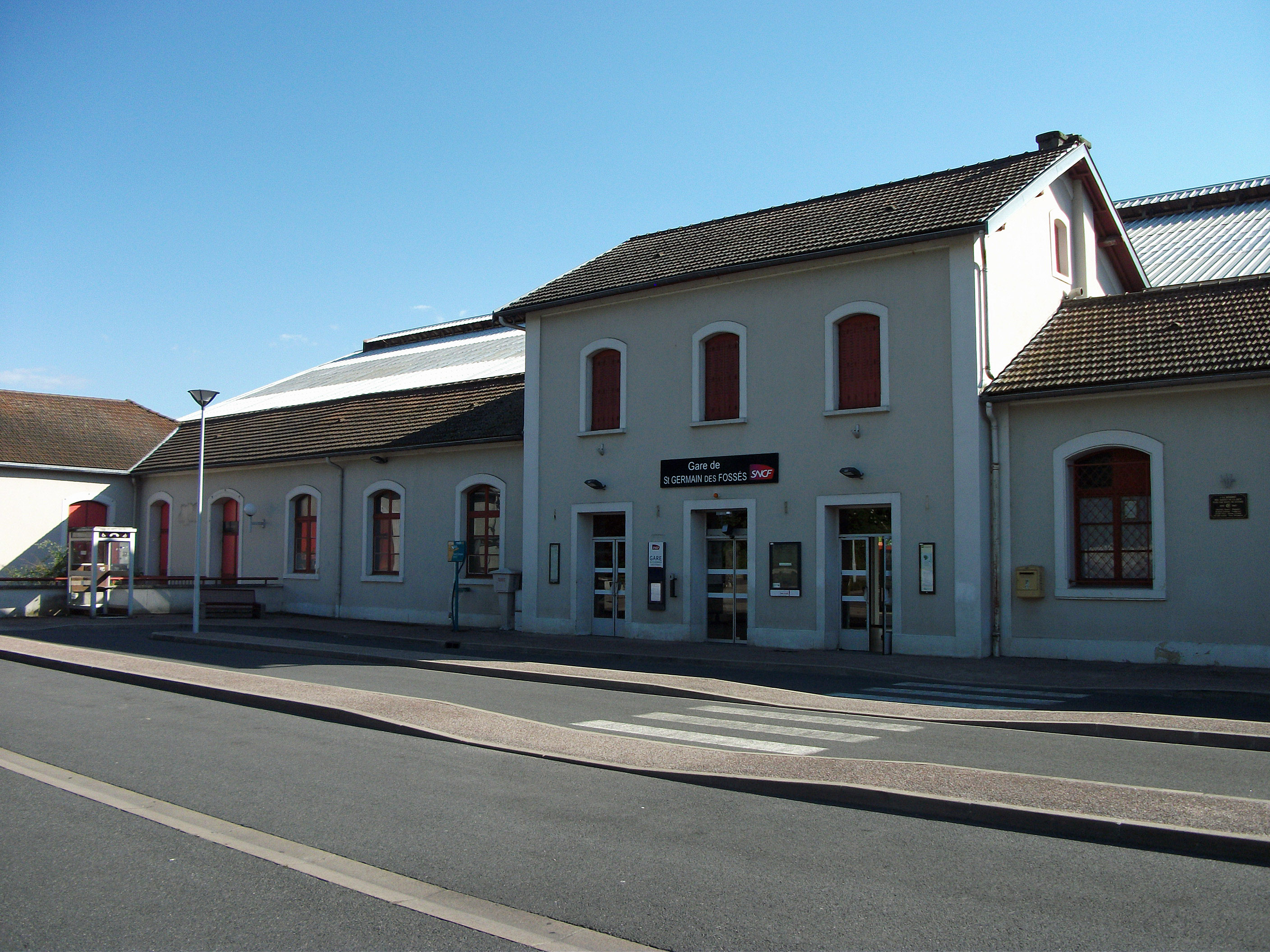
Bâtiment voyageurs de la gare.

Saint-Germain-des-Fossés est desservie par des trains TER Auvergne-Rhône-Alpes, effectuant les relations entre Moulins-sur-Allier au nord et Clermont-Ferrand au sud. En dehors de quelques missions terminus dans cette gare, les trains de cette relation desservent systématiquement Varennes-sur-Allier et Riom - Châtel-Guyon, ainsi que Vichy sauf incidents. Certains trains continuent au-delà de Moulins (Nevers, Dijon) ou de Clermont-Ferrand (Vic-le-Comte, Issoire, Brioude).
La desserte est complétée par une à deux paires d'Intercités reliant Nantes ou Tours et Lyon-Part-Dieu, et deux fois par semaine, le lundi matin et le vendredi soir, la gare de Paris-Bercy.
La gare est au carrefour de trois lignes ferroviaires : la ligne de Moret - Veneux-les-Sablons à Lyon-Perrache, gare de passage, ainsi que deux autres lignes dont elle est l'origine : de Saint-Germain à Nîmes via Gannat et de Saint-Germain à Darsac via Vichy ; ces deux lignes permettant de rejoindre Clermont-Ferrand.

### Risques naturels et technologiques
Trois risques naturels sont identifiés sur la commune :
- le risque d'inondation, la partie ouest de la commune pouvant être submergée par la rivière Allier[17] ;
- le risque « mouvement de terrain »[18], par retrait-gonflement des argiles — un PPR a été approuvé le 22 août 2008[17] — mais aussi par glissement de versants, de talus et de pentes sous remblais[17] ;
- le risque sismique : elle se situe dans la zone de sismicité faible[18].

Enfin, le risque « transport de matières dangereuses » existe du fait de la présence de plusieurs sections de lignes ferroviaires et de la route nationale 209,.

## Toponymie
Dans le bourbonnais du Croissant, langue de transition entre l'occitan et la langue d'oïl, Saint-Germain-des-Fossés est nommé Sent Germain des Fossats.
Pendant la période révolutionnaire de la Convention nationale (1792-1795), la commune prit le nom de Puy-Mourgon.

## Histoire
Saint-Germain des Fossés est d'abord connue par un prieuré qui lui donne son nom grâce à l'ancienne vie religieuse et une gare ferroviaire qui rappelle son dynamisme de carrefour géographique à l'époque industrielle.
Le prieuré conventuel de Saint-Germain-des-Fossés était déjà une dépendance de l'abbaye de Mozac quand cette dernière reçut une bulle du Pape Alexandre III en 1165.
De fin 1941 à 1942, l'hôtel des Épigeards (actuel hôtel de ville) accueille le Centre d'accueil des évadés. Cet organisme dépend alors du ministère du travail de l'État français. Il est dirigé par Marcel Barrois et son adjoint René Duntz, deux résistants morts en déportation en 1944.
La commune de Saint-Germain-des-Fossés adhère à la Fédération des sites clunisiens, association européenne qui s'occupe de la promotion des sites historiques qui dépendaient de l'ordre de Cluny, éteint à la Révolution.

## Politique et administration

### Découpage territorial
Sur le plan administratif, Saint-Germain-des-Fossés était rattachée au district de Cusset en 1793, puis à l'arrondissement de Lapalisse en 1801, lequel devient l'arrondissement de Vichy en 1941. Elle fut chef-lieu de canton en 1793 avant de devenir commune simple du canton de Varennes-sur-Allier de 1801 à mars 2015. Sur le plan judiciaire, Saint-Germain-des-Fossés dépend de la cour administrative d'appel de Lyon, de la cour d'appel de Riom, du tribunal administratif de Clermont-Ferrand, de la cour d'assises de l'Allier, du tribunal d'instance de Vichy, du tribunal de grande instance et du tribunal de commerce de Cusset.
Sur le plan électoral, le redécoupage des circonscriptions législatives de 2010 désavantage Saint-Germain-des-Fossés, comme l'ensemble des communes du canton de Varennes-sur-Allier, qui se retrouve dans la première circonscription (celle de Moulins) et non plus dans la circonscription de Gannat – Saint-Pourçain, pourtant rattachée à Vichy, en non-conformité avec les bassins de vie. Le redécoupage des cantons de 2014 a concerné la commune, se retrouvant dans le canton de Vichy-1 depuis les élections départementales de mars 2015.

### Tendances politiques et résultats
À l'élection présidentielle de 2012, François Hollande a recueilli 59,82 % des voix. Près de cinq électeurs sur six ont voté (83,57 %), soit 2 156 votants sur 2 580 inscrits.
Aux élections législatives de 2012, Guy Chambefort, élu dans la circonscription, a recueilli 58,48 % des suffrages exprimés, avec un taux de participation de 59,28 %, soit 1 530 votants sur 2 581 inscrits.
Elisabeth Cuisset a été élue au premier tour des élections municipales de 2014 avec 71,74 % des voix et acquiert vingt-quatre sièges au conseil municipal dont trois au conseil communautaire (la maire élue, le maire sortant devenu adjoint et l'adjointe chargée de l'habitat, du logement, du sport). Elle bat Jeannine Lavedrine, qui n'obtient que trois sièges au conseil municipal. Le taux de participation s'élève à 69,22 %. Le maire sortant, Michel Guyot, est désormais premier adjoint chargé du développement économique et de la communication et président de la commission des finances.
Aux élections départementales de 2015, le binôme composé de la maire et de Gabriel Maquin a recueilli 71,47 % des suffrages exprimés, celui-ci étant élu dans le canton de Vichy-1. Le taux de participation est de 54,49 %, supérieur à celui du canton (48,86 %). À la suite de l'élection du président du conseil départemental, qui a désigné Gérard Dériot, la maire est la deuxième vice-présidente chargée des infrastructures, des routes et des bâtiments.

### Administration municipale
En 2011, Saint-Germain-des-Fossés comptait 3 697 habitants. Ce nombre a été retenu pour déterminer le nombre de membres du conseil municipal, s'élevant à 27 puisque le nombre d'habitants est compris entre 3 500 et 4 999.

### Liste des maires
| Période                                  | Période                      | Identité          | Étiquette | Qualité |
| ---------------------------------------- | ---------------------------- | ----------------- | --------- | --- |
| Les données manquantes sont à compléter. |                              |                   |           | |
| ?                                        | 1965                         | Charles Saulnier  | PCF       | Retraité SNCF |
| 1965                                     | 2003                         | Gérard Bertucat   | URB (RPR) | Conseiller général du canton de Varennes-sur-Allier (1970-2001) Suppléant du député Gabriel Péronnet (1978-1981) Conseiller régional d'Auvergne (1986-1998) |
| 2003                                     | mars 2014                    | Michel Guyot      | URB       | Cheminot retraité |
| mars 2014 (réélue en 2020)               | En cours (au 8 juillet 2020) | Elisabeth Cuisset | DVD       | Directrice de maison de retraite Conseillère générale du canton de Varennes-sur-Allier (2001-2015) Conseillère départementale du canton de Vichy-1 (depuis 2015) Vice-présidente du conseil départemental de l'Allier Vice-présidente de la communauté d'agglomération (Vichy Val d'Allier, puis Vichy Communauté,) |

### Jumelages
Au 22 juin 2016, la commune de Saint-Germain-des-Fossés est jumelée avec :
- Mazzano (Italie) depuis 2002 ; ce jumelage est une coopération décentralisée dans la thématique de la culture et du patrimoine.

## Équipements et services publics

### Eau et déchets
Le ramassage des déchets est assuré par le SICTOM Sud-Allier. Une déchèterie, gérée par ce même syndicat, est installée dans la zone d'activités du Coquet. La collecte sélective est effectuée au porte à porte depuis 2000.
Le traitement des eaux est habituellement assuré par la communauté d'agglomération de Vichy Val d'Allier, laquelle possède la compétence assainissement ; à Saint-Germain-des-Fossés, les réseaux sont exploités par Veolia Eau. La gestion de l'eau potable est assurée par un SIVOM basé sur la commune voisine de Billy.
Concernant l'assainissement, le réseau de collecte est composé, dans la commune, de 15 km d'eaux usées et de 13,4 km d'eaux pluviales, ainsi que sept postes de refoulement dont cinq télé-surveillés. Le réseau unitaire, plus ancien, reste majoritaire par rapport aux autres communes de l'agglomération (18,9 km).
La commune possède une station d'épuration, au bourg (6 174 équivalents habitants). Les eaux usées suivent le traitement « boues activées en aération prolongée ».

### Enseignement
Saint-Germain-des-Fossés dépend de l'académie de Clermont-Ferrand. Elle gère trois écoles primaires : l'école maternelle Suzanne-Terret, composée de six classes, les écoles élémentaires des Aures (cinq classes) et Charles-Louis-Philippe (six classes).
Les élèves poursuivent leur scolarité au collège Jean-de-la-Fontaine, situé dans la commune, géré par le conseil départemental de l'Allier et fréquenté par les collégiens des communes voisines de Billy, Creuzier-le-Neuf, Magnet, Marcenat, Seuillet et Saint-Didier-la-Forêt, puis au lycée Albert-Londres, à Cusset.

### Justice
Saint-Germain-des-Fossés dépend de la cour administrative d'appel de Lyon, de la cour d'appel de Riom, du tribunal administratif de Clermont-Ferrand, du tribunal de proximité de Vichy et des tribunaux judiciaire et de commerce de Cusset.

## Population et société

### Démographie

#### Évolution démographique
Les habitants de la commune sont appelés les Saint-Germanois et les Saint-Germanoises.
L'évolution du nombre d'habitants est connue à travers les recensements de la population effectués dans la commune depuis 1793. Pour les communes de moins de 10 000 habitants, une enquête de recensement portant sur toute la population est réalisée tous les cinq ans, les populations de référence des années intermédiaires étant quant à elles estimées par interpolation ou extrapolation. Pour la commune, le premier recensement exhaustif entrant dans le cadre du nouveau dispositif a été réalisé en 2008.

En 2022, la commune comptait 3 600 habitants, en évolution de −2,54 % par rapport à 2016 (Allier : −1,38 %, France hors Mayotte : +2,11 %).
| 1793  | 1800  | 1806 | 1821  | 1831 | 1836  | 1841  | 1846  | 1851  |
| ----- | ----- | ---- | ----- | ---- | ----- | ----- | ----- | ----- |
| 1 024 | 1 013 | 950  | 1 083 | 966  | 1 054 | 1 057 | 1 029 | 1 004 |

| 1856  | 1861  | 1866  | 1872  | 1876  | 1881  | 1886  | 1891  | 1896  |
| ----- | ----- | ----- | ----- | ----- | ----- | ----- | ----- | ----- |
| 1 327 | 1 526 | 1 867 | 1 965 | 1 995 | 2 122 | 2 312 | 2 167 | 2 321 |

| 1901  | 1906  | 1911  | 1921  | 1926  | 1931  | 1936  | 1946  | 1954  |
| ----- | ----- | ----- | ----- | ----- | ----- | ----- | ----- | ----- |
| 2 503 | 2 688 | 2 736 | 3 012 | 3 135 | 3 562 | 3 473 | 3 610 | 3 482 |

| 1962  | 1968  | 1975  | 1982  | 1990  | 1999  | 2006  | 2008  | 2013  |
| ----- | ----- | ----- | ----- | ----- | ----- | ----- | ----- | ----- |
| 3 526 | 3 529 | 3 771 | 3 609 | 3 727 | 3 686 | 3 676 | 3 667 | 3 691 |

| 2018  | 2022  | - | - | - | - | - | - | - |
| ----- | ----- | - | - | - | - | - | - | - |
| 3 618 | 3 600 | - | - | - | - | - | - | - |

#### Pyramide des âges
En 2021, le taux de personnes d'un âge inférieur à 30 ans s'élève à 31,0 %, soit au-dessus de la moyenne départementale (29,0 %). À l'inverse, le taux de personnes d'âge supérieur à 60 ans est de 30,6 % la même année, alors qu'il est de 35,6 % au niveau départemental.
En 2021, la commune comptait 1 721 hommes pour 1 917 femmes, soit un taux de 52,69 % de femmes, légèrement supérieur au taux départemental (52,03 %).
Les pyramides des âges de la commune et du département s'établissent comme suit :
| Hommes | Classe d’âge | Femmes |
| ------ | ------------ | ------ |
| 0,9    | 90 ou +      | 2,3    |
| 9,2    | 75-89 ans    | 11,9   |
| 18,2   | 60-74 ans    | 18,7   |
| 21,0   | 45-59 ans    | 20,6   |
| 17,7   | 30-44 ans    | 17,5   |
| 13,7   | 15-29 ans    | 13,1   |
| 19,3   | 0-14 ans     | 16,0   |

| Hommes | Classe d’âge | Femmes |
| ------ | ------------ | ------ |
| 1,2    | 90 ou +      | 3      |
| 10     | 75-89 ans    | 13,4   |
| 21,3   | 60-74 ans    | 22     |
| 20,6   | 45-59 ans    | 19,6   |
| 15,7   | 30-44 ans    | 15     |
| 15,6   | 15-29 ans    | 12,9   |
| 15,7   | 0-14 ans     | 14     |

### Sports et loisirs
L'association sportive des cheminots de Saint-Germain-des-Fossés (ASCSG football) est un club local, créé en 1921, évoluant en Régionale 3[Quand ?][réf. nécessaire].
La commune possède un stade, rénové.
La ville a procédé à la rénovation de l'espace du Levrault en 2013 et 2014, comprenant une salle polyvalente ainsi qu'une salle de tennis de table, entre la piscine et le collège Jean-de-la-Fontaine.
Une base de loisirs a été aménagée par la communauté d'agglomération Vichy Communauté en 2022 et 2023. Le projet a nécessité l'aménagement des plans d'eau Jalicot issus des anciennes carrières et « s'inscrit dans une démarche de préservation et de valorisation de l'espace naturel », de la préservation des bras morts de la rivière, afin de « redonner une capacité de mobilité à la rivière Allier et son affluent, le Mourgon ». Le montant des travaux d'aménagement de la base de loisirs s'élève à 2,9 millions d'euros hors taxes, avec subventions de l'État, du département, de la communauté d'agglomération et de la commune. Elle a été inaugurée le 2 juin 2023. Les activités nautiques peuvent être pratiquées sur le plan d'eau Marcel-Jalicot, tandis que le plan d'eau Robert-Jalicot est destiné à la pratique de la pêche ; la Via Allier y passe à proximité.
Dans le cadre des Jeux olympiques d'été de 2024, la flamme olympique est passée par six communes du département de l'Allier le 21 juin 2024, dont Saint-Germain-des-Fossés, troisième ville de passage ce jour.

## Économie
La zone d'activités du Coquet, gérée par la communauté d'agglomération depuis 2002, est située au nord-est de la commune, à cheval avec Seuillet, en bordure de la route nationale 209. Décidée par le maire de l'époque Gérard Bertucat en 1968, sa création, effective en 1971 sur vingt-deux hectares, avait pour objectif de « préserver les emplois, face au déclin de l'activité ferroviaire ». La zone d'activités s'étend sur la commune voisine de Seuillet dans les années 1990. En 2025, elle comprend 25 entreprises sur une superficie de 45 hectares. Le 7 mars 2025, elle prend le nom de Zone industrielle du Coquet – Gérard Bertucat.
Plusieurs entreprises sont installées dans cette zone d'activités, dont Arrivé Auvergne, entreprise spécialisée dans la transformation et la commercialisation de volailles fermières d'Auvergne labellisées Label rouge, et filiale du groupe agro-alimentaire LDC depuis 2010.
L'entreprise Capryl, troisième fabricant français de desserts déshydratés, était implantée dans la zone d'activités du Coquet depuis juin 2006 (elle était auparavant installée à Vichy),. Elle fabrique notamment le flan de Vichy (créé en 1934) et plusieurs préparations pour le compte de marques ou d'enseignes de la grande distribution.

### Revenus de la population et fiscalité
En 2011, le revenu fiscal médian par ménage s'élevait à 23 301 €, ce qui plaçait Saint-Germain-des-Fossés au 27 457e rang des communes de plus de quarante-neuf ménages en métropole.
La commune compte 1 615 ménages fiscaux en 2012 ; la part des ménages fiscaux imposés s'élevait à 52,3 %.

### Emploi
En 2013, la population âgée de quinze à soixante-quatre ans s'élevait à 2 222 personnes, parmi lesquelles on comptait 70,9 % d'actifs dont 60,3 % ayant un emploi et 10,7 % de chômeurs.
On comptait 1 127 emplois dans la zone d'emploi. Le nombre d'actifs ayant un emploi résidant dans la zone étant de 1 347, l'indicateur de concentration d'emploi est de 83,6 %, ce qui signifie que la commune offre moins d'un emploi par habitant actif.
En 2013, la population active, composée de 1 568 personnes, se composait majoritairement d'employés (548), puis d'ouvriers (488) ; on ne comptait que quatre agriculteurs exploitants. 1 388 actifs avaient un emploi.
La commune comptait 1 100 emplois, mais la majorité (514) concernaient des emplois ouvriers. Il n'existe aucun emploi d'agriculteur exploitant. Ces emplois sont répartis par catégorie socio-professionnelle puis par secteur d'activité :
| Échelle     | Agriculteurs exploitants | Artisans, commerçants, chefs d'entreprise | Cadres et professions intellectuelles supérieures | Professions intermédiaires | Employés | Ouvriers |
| ----------- | ------------------------ | ----------------------------------------- | ------------------------------------------------- | -------------------------- | -------- | -------- |
| Commune     | 0 %                      | 10 %                                      | 6,2 %                                             | 22,6 %                     | 19,6 %   | 41,7 %   |
| Département | 4,2 %                    | 7,4 %                                     | 9,2 %                                             | 22,3 %                     | 31,7 %   | 25,3 %   |
| France      | 1,7 %                    | 6,5 %                                     | 17,2 %                                            | 25,6 %                     | 28,1 %   | 20,8 %   |

| Échelle     | Agriculture | Industrie | Construction | Commerce, transports, services divers | Administration publique, enseignement, santé, action sociale |
| ----------- | ----------- | --------- | ------------ | ------------------------------------- | ------------------------------------------------------------ |
| Commune     | 0 %         | 33,3 %    | 5,7 %        | 37,8 %                                | 23,2 %                                                       |
| Département | 5,3 %       | 15,4 %    | 7,1 %        | 37,7 %                                | 34,5 %                                                       |
| France      | 2,8 %       | 12,7 %    | 6,8 %        | 46,1 %                                | 31,6 %                                                       |

1 211 des 1 347 personnes âgées de quinze ans ou plus (soit 89,9 %) sont des salariés. 22,4 % des actifs travaillent dans la commune de résidence.

### Entreprises
Au 1er janvier 2014, Saint-Germain-des-Fossés comptait 148 entreprises : 18 dans l'industrie, 21 dans la construction, 88 dans le commerce, les transports et les services divers et 21 dans le secteur administratif, ainsi que 174 établissements.
Au 31 décembre 2013, elle comptait 223 établissements actifs (844 postes salariés), dont la répartition est la suivante :
| Secteur d'activité    | Agriculture | Industrie | Construction | Commerce, transports, services divers | Administration publique, enseignement, santé, action sociale |
| --------------------- | ----------- | --------- | ------------ | ------------------------------------- | ------------------------------------------------------------ |
| Établissements actifs | 0,4 %       | 11,7 %    | 14,3 %       | 59,6 %                                | 13,9 %                                                       |
| Postes salariés       | 0,0 %       | 38,7 %    | 3,0 %        | 30,5 %                                | 27,8 %                                                       |

### Agriculture
Aucun chiffre de 2010 n'est communiqué en raison du secret statistique. Les derniers chiffres disponibles sur le recensement agricole remontent donc à 2000. La commune comptait alors quatre exploitations agricoles, toutes individuelles. Ce nombre est en baisse par rapport à 1988 (11).
La surface agricole utile était en 1988 de 171 hectares, en 2000, de 55 hectares.

### Commerce et services
La commune possède 38 des 136 équipements de la base BPE (base permanente des équipements) de l'Insee, participant à un bon maillage des services dans l'agglomération. Les communes de Seuillet, de Magnet et de Bost sont rattachées à ce pôle d'équilibre.
La BPE de 2015 recensait dix-sept commerces : un supermarché (à l'enseigne Intermarché Contact), deux épiceries, trois boulangeries, deux boucheries-charcuteries, deux librairies-papeteries ou marchands de journaux, un magasin de vêtements, un magasin d'électroménager et de matériel audio-vidéo, un magasin d'articles de sports et de loisirs, une horlogerie-bijouterie, deux fleuristes, un magasin d'optique ainsi qu'une station-service.

### Tourisme
Aucun hôtel, camping ou autre hébergement collectif n'existe dans la commune au 1er janvier 2016.

## Culture et patrimoine

### Lieux et monuments

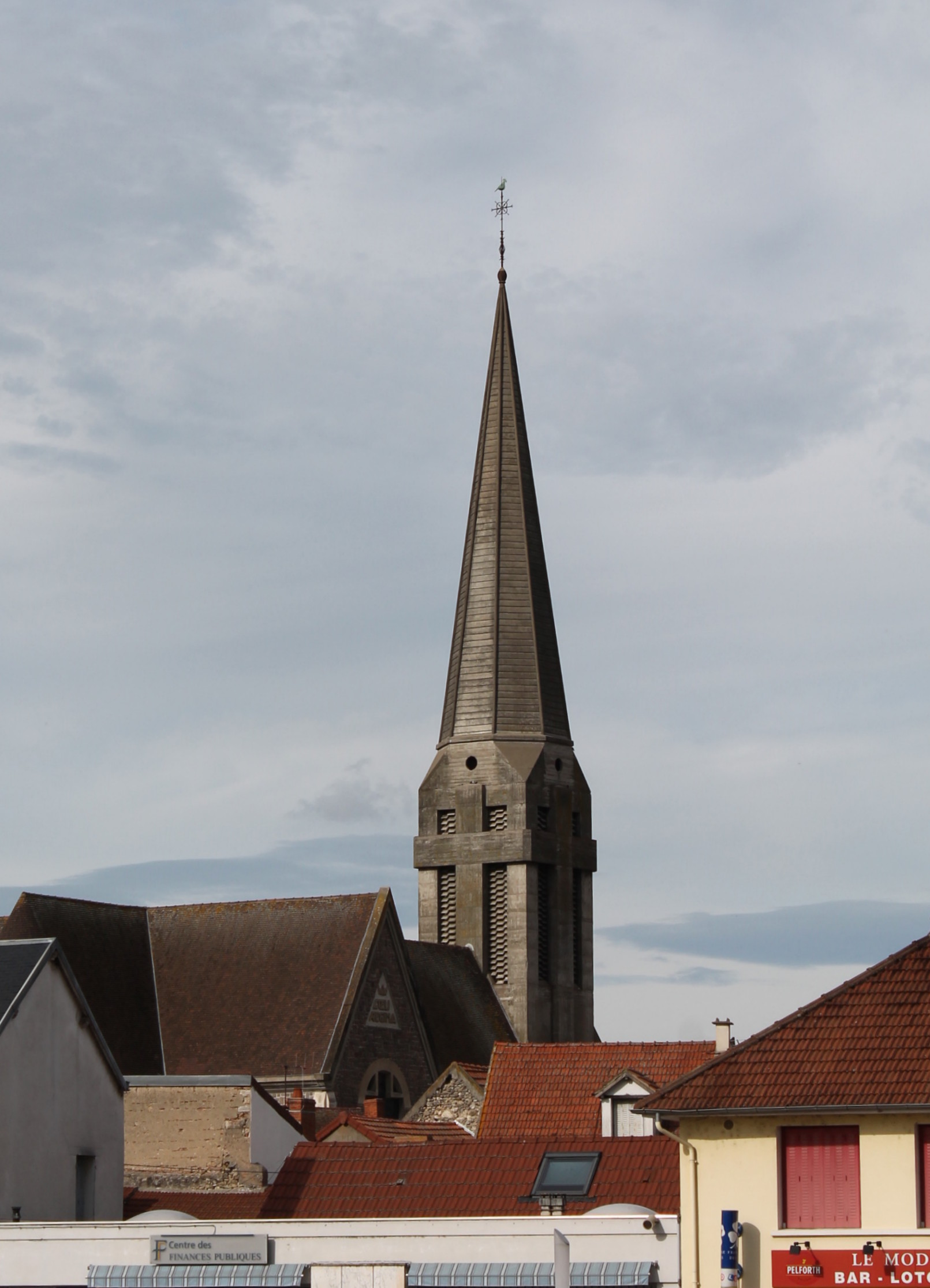
Le clocher de la basilique Notre-Dame.

- Église Notre-Dame, église du prieuré clunisien, construite au XIe siècle, classée par arrêté du 12 mai 1969[65]. C'est l'ancienne église paroissiale, située au sud du centre-ville.
- Basilique Notre-Dame, actuelle église paroissiale, de style art déco, construite de 1934 à 1935. Située au cœur de la ville, elle présente une structure en béton recouvert de granit et possède un clocher particulièrement élancé (67 mètres) et de grandes toitures. C'est un édifice imposant : (60 m de long par 15 m de large).
- Gare de Saint-Germain-des-Fossés, à l'architecture majestueuse ; elle possède une immense verrière à structure métallique construite par Gustave Eiffel (1854). Son aspect monumental, digne d'une très grande ville, est dû au fait qu'elle a longtemps constitué un carrefour stratégique du réseau ferroviaire. Ceci tant pour les voyageurs que pour les marchandises en provenance de Paris, d'un côté en direction de Lyon, de l'autre en direction de Clermont-Ferrand pour atteindre par le Massif Central, Marseille et Béziers. Elle permettait également de relier Genève via Lyon à la façade Atlantique pour rejoindre Bordeaux et Nantes. Jusqu'en 1992, elle a été une importante gare de correspondance pour les nombreux trains de nuit (avec couchettes) qui circulaient alors. D'où la dimension de son buffet qui était ouvert en permanence (7j/7, 24h/24).
Elle a permis à la ville (alors modeste village) une importante croissance démographique. Son rôle est cependant aujourd'hui bien amoindri, notamment par la construction d'un raccord qui permet désormais aux trains de passer de la ligne de Clermont-Ferrand — via Vichy principalement — vers l'est (Roanne) sans avoir à s'arrêter en gare pour repartir dans l'autre sens.
- Devant l'hôtel de ville ou château des Épigeards s'étend un parc de 1,5 ha, créé à la fin du XIXe siècle, qui accueille une grande variété d'arbres européens ou exotiques (tilleuls, bouleaux, platanes, érables, tulipiers de Virginie et ginkgo biloba)[66].

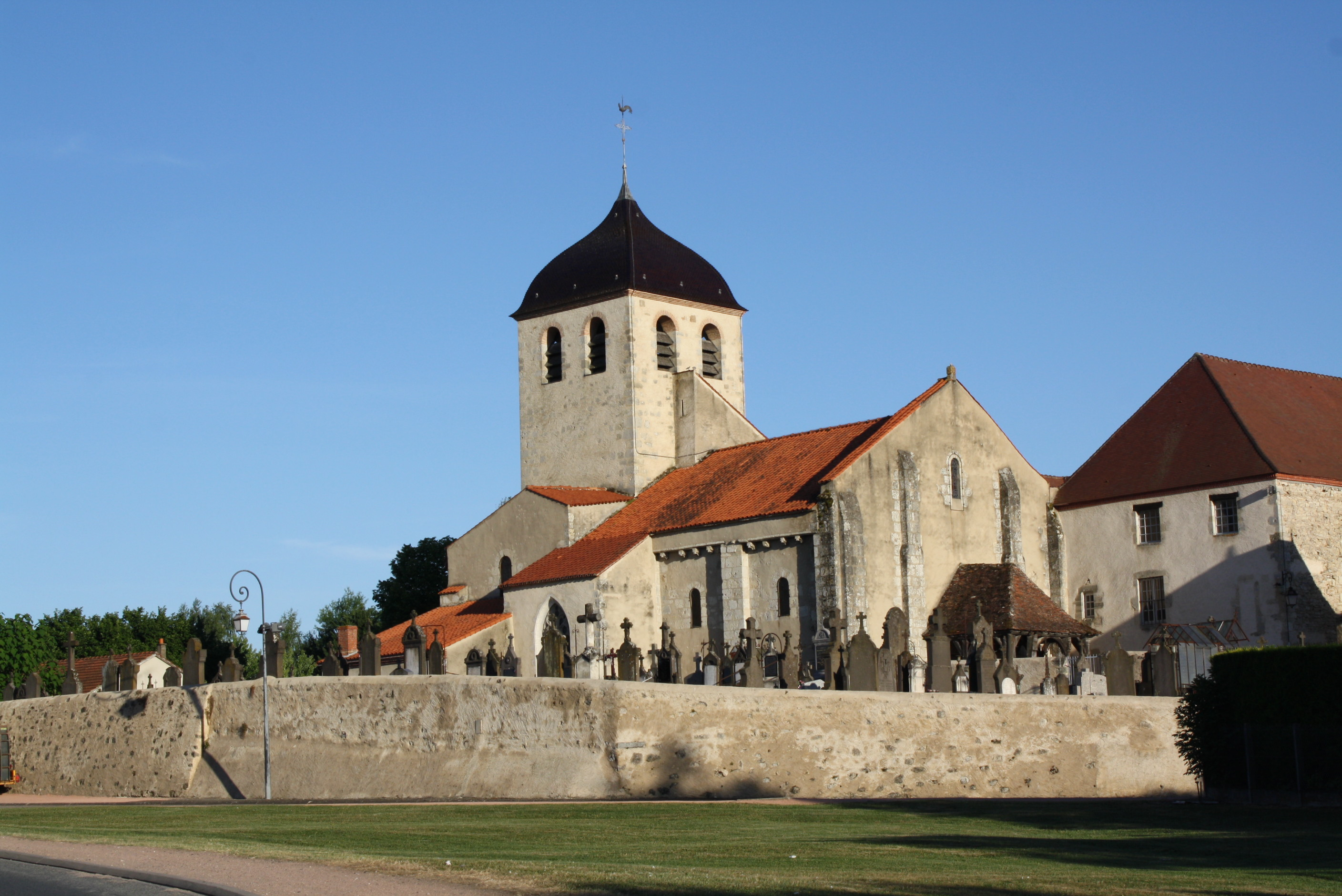
Le prieuré.

### Patrimoine naturel
- Zone protégée d'intérêt communautaire du Val d'Allier Sud, site Natura 2000[16]
- Zone de protection spéciale « Val d'Allier Bourbonnais »[16]
- Val d'Allier Vichy - Pont de Chazeuil, zone alluviale des grands cours d'eau[16]
- Coteaux de Creuzier[16]

### Personnalités liées à la commune
- Emile Noirot, peintre de l'école de Barbizon, né à Roanne (Loire) le 3 juin 1853, décédé à Saint-Germain-des-Fossés le 5 juin 1924[67].
- Georges Marchand (1881-1968), général français, est né à Saint-Germain-des-Fossés.
- Fernand Raynaud (1926-1973), célèbre humoriste français, est inhumé dans le cimetière (partie neuve) de la commune. L'espace culturel porte son nom[SGF 6].
- Georges Rougeron (1911-2003), maire de Commentry de 1947 à 1989, conseiller général du canton de Commentry, président du conseil général de 1945 à 1970 puis de 1976 à 1979[68] et sénateur de l'Allier de 1959 à 1971[69], est né en 1911 dans la commune.

### Héraldique
|  | Les armes de la commune se blasonnent ainsi : De sable à la croix d'or, chaussé de sinople. |